# ایندوسیانین
ایندوسیانین یا ایندوسیانین سبز به انگلیسی: Indocyanine green
نام‌های تجارتی: Cardiogreen; Foxgreen; Cardio-Green; Fox Green; IC Green
طبقه‌بندی فارماکولوژیک : ماده کمک تشخیصی (رنگ تری کربوسیانین)
طبقه‌بندی درمانی : مادهٔ تشخیصی مؤثر در بررسی عملکرد کبد و اندازه‌گیری برون ده قلب
اشکال دارویی: ویال تزریقی ۲۵ میلی گرم در ویال(۱۰ سی سی)

## مکانیسم اثر
ایندوسیانین سبز یا (ICG) یک نوع رنگ سیانین مورد استفاده در تشخیص گذاری‌های پزشکی می‌باشد که برای تشخیص مواردی همچون: برون ده قلبی، عملکرد کبدی، و همینطور نحوهٔ جریان خون در کبد و نیز در آنژیوگرافی چشم کاربرد دارد.
پیک یا حداکثر جذب نوریایندوسیانین سبز در حدود ۸۰۰ نانومتر است.
ایندوسیانین سبز با پروتئینهای پلاسما به سختی متصل می‌شود و در سیستم عروقی محبوس می‌گردد.
نیمه عمری در حدود ۱۵۰ تا ۱۸۰ ثانیه دارد و از جریان خون منحصراً بوسیلهٔ کبد و به سمت صفرا حذف می‌شود.

## موارد مصرف
- تعیین برون ده قلب
- بررسی عملکرد کبد
- بررسی جریان خون کبد
- آنژیوگرافی چشمی

## طریقه مصرف
- در تمامی موارد پیش گفته به طرز مشترکی مورد مصرف قرار می‌گیرد. البته از آنجا که ایندوسیانین بیشتر به منظور اهداف تحقیقی و پژوهشی به کار می‌رود، دوز دارو متغیر می‌باشد. امّا دوزاژ معمول در گروه‌های سنی مختلف به شرح ذیل است:

در بالغین : ۵ میلی گرم
در کودکان : ۲/۵ میلی گرم
در شیرخوران : ۱/۲۵ میلی گرم

## موارد منع مصرف
- سابقهٔ حساسیت به ید

## تداخلات دارویی
- هپارین باعث کاهش جذب این دارو می‌شود.

## عوارض جانبی
- در پوست : کهیر، بثورات جلدی، واکنش آنافیلاکتوئید

توجه مهم: با اینکه ترشح ایندوسیانین سبز در شیر مادر ثابت نشده‌است، با این حال مصرف آن در دوران شیردهی باید با احتیاط صورت بگیرد.